# Dernier Été (film, 1981)
Pour les articles homonymes, voir Dernier été.
Pour plus de détails, voir Fiche technique et Distribution.
Dernier Été est un film français réalisé par Robert Guédiguian et Frank Le Wita, sorti en 1981. C'est le premier long-métrage de Guédiguian. 

## Synopsis
Gilbert et ses amis, qui sont originaires de l'Estaque, doivent faire face à des difficultés car les usines de la région ferment. Ils passent le temps à enfiler les 51, ils font volontiers le coup de poing, commettent de petits larcins, vont à la plage, essaient de draguer.

## Fiche technique
- Titre : Dernier Été
- Réalisation : Robert Guédiguian et Frank Le Wita
- Scénario : Robert Guédiguian et Frank Le Wita
- Société de production : Les Films de l'Arquebuse
- Pays de production :  France
- Format : Couleurs - 35 mm
- Genre : drame
- Durée : 85 minutes
- Date de sortie : 1981

## Distribution
- Gérard Meylan : Gilbert
- Ariane Ascaride : Josiane
- Jean-Pierre Moreno : Mario
- Djamal Bouanane : Banane
- Malek Hamzaoui : Le muet
- Jim Sortino : Boule
- Jean Vasquez : Le père de Gilbert
- Grégoire Guediguian : Le père de Josiane
- Elise Garro : La mère de Josiane
- Joëlle Modola : Martine
- Karim Hamzaoui : Le jeune garçon

## Production

### Tournage
Plusieurs scènes se déroulent dans la Montée des Riaux (nommée aujourd'hui Montée Antoine Castejon), dans le quartier des Riaux à Marseille, notamment les scènes récurrentes de dépassement d'autobus à l'arrêt.
Plusieurs scènes se passent ensuite sous le viaduc des Riaux (scène du vol de l'autoradio, fin de la virée nocturne de la fin du film) ou aux alentours (scène du jeu de football sur un terrain vague)
Un autorail X 4200 "panoramique" apparaît vers la fin du film